# تویگ
تویگ (انگلیسی: Twig) شرکت الکترونیک فنلاندی است، که در سال ۲۰۱۱ تأسیس شد.